# Яковенко Тетяна Василівна
 Якове́нко Тетя́на Васи́лівна  (нар. 16 травня 1954 в селі Соболівка Теплицького району Вінницької області) — поетеса, літературознавець, педагог. Член Національної спілки письменників України (1988). Заслужений працівник культури України (2004). Відмінник освіти України (1992).

## Життєпис
Після закінчення Соболівської середньої школи працювала робітницею на місцевому цукровому комбінаті, вчителювала у школах Теплицького району, була на комсомольській роботі. 
Закінчила Вінницький державний педагогічний інститут (1977), аспірантуру при Інституті літератури ім. Т. Г. Шевченка Академії наук України. Кандидат філологічних наук (1987). Доцент. 
З 1983 по 2012 — викладач кафедри української літератури Вінницького державного педагогічного університету ім. Михайла Коцюбинського. Сфера наукових зацікавлень — історія української літератури, перекладознавство та компаративістика. 

## Громадська діяльність
Обиралась депутатом Вінницької обласної ради V скликання, головою постійної комісії з питань освіти, культури та духовного відродження, членом Президії Вінницької обласної ради. Нині — на творчій роботі.
Понад десять років керувала обласною дитячою літературно-мистецькою студією «Мережка». 
З 1999 по 2012 — керівник літературно-мистецької студії при ВДПУ «Вітрила».
З 2012 — керівник літературно-мистецької студії «Словоцвіт» Вінницького гуманітарно-педагогічного коледжу. 
Більше десяти років була членом приймальної комісії НСПУ.
Голова Вінницької обласної краєзнавчої літературно-мистецької громадської організації «Велика рідня».

## Творчість
Перший вірш девятирічної поетеси надруковано у 1963 у радянській газеті для дітей та юнацтва «Зірка». Відтоді вона — авторка близько двадцяти книг поезій, сотень публікацій у періодиці, кількох десятків передмов до перших книг молодих авторів Поділля, упорядник низки регіональних літературних альманахів, зокрема, кількох чисел «Подільського перевесла».

### Книги
Збірки лірики
- Совість : вірші. — Одеса. — Радянський письменник, 1986. — 71 с.;
- Любов вам до лиця  : лірика. — Одеса. — Маяк, 1987. — 72 с.;
- Щоденна Батьківщина  : поезія. — Одеса. — Маяк, 1990. — 80 с.;
- Автопортрет з конваліями  : вірші та поема. — Вінниця: УАП ХСЛ Віно, 1992. — 56 с.;
- Передчуття трави  : вірші. — Вінниця: Біком, 1993. — 48 с.;
- Кольорова ніч : поезії. — Вінниця: Віноблдрук., 1998. — 72 с.: портр., іл.;
- Спокуса сповіді  : лірика. — Вінниця: Континент-ПРИМ, 2001. — 96 с.;
- І золото сміху, і срібло сльози  : вибрана лірика та переспіви. — Вінниця: ДП «Державна картографічна фабрика», 2006. — 176 с.: портр., іл. ;
- Живий вогонь : вибрана лірика та переспіви. — Вінниця: ДП «Державна картографічна фабрика», 2009. — 320 с.: фото;
- Небесний сад  : поезії. — Вінниця: ТОВ «Консоль», 2012. — 160 с.
- Для щастя земного  : поезії (у перекладах білоруською та білоруських авторів українською). — Вінниця: ТОВ «Консоль», 2017. — 96 с.

|                 | Поезія Тетяни Яковенко позначена сюжетністю й конкретикою, глибоким розкриттям внутрішнього світу людини. Спостережливістю, іронічним сприйняттям життя у його негативних проявах, а водночас утвердженням добра й краси вирізняються її новели, опубліковані у періодичних виданнях. |
| — Борис Хоменко | |

Переспіви зі Святого Письма
- Псалми Давидові  — Вінниця: АРТ, 2002. — 168 с.;
- Книга псалмів  у переспівах Тетяни Яковенко : [поезія]. — Вінниця: АРТ, 2003. — 276 с.;
- Пісня над піснями  в художньому переспіві Тетяни Яковенко : [поезія]. — Вінниця: Віноблдрукарня, 2004. — 28 с.;
- Книга Екклезіястова  в художньому переспіві Тетяни Яковенко : [поезія]. — Вінниця: Книга-Вега, 2005. — 40 с.;
- Книга пророка Даниїла  в художньому переспіві Тетяни Яковенко : [поезія]. — Вінниця: Едельвейс і К, 2008. — 60 с.: фото;

Даниїлові пророцтва: [поезія] / Т.Яковенко // Вінниц. край. – 2008. – № 2. – С.31-36.
- Осанна Господу, осанна!  : переспіви українською мовою Святого Письма. — Вінниця: Едельвейс і К, 2013. — 624 с. — (Серія «Бібліотека літератури Вінниччини»). (Зі змісту:  Книга Рут; Книга царів. Соломон; Книга пророка Йони; Книга псалмів; Книга приповістей Соломонових; Книга Екклезіястова; Пісня над піснями; Книга пророка Даниїла; Книга пророка Софонії.)
- Книга Рут  (2008)

Книга Рут; Книга пророка Йони; Українська поема про біблійного пророка Йону: [поезія] / Т.Яковенко // Собор: літ.-худож. зб. Вінниц. орг. Нац. спілки письм. України. У 2-х т. / Упоряд. В. Рабенчук. – Вінниця, 2008. – Т.1. – С. 71-91.
Книга Рут: [поезія]/ Т. Яковенко // Соборність. – 2009. – № 2-3. – С. 7-22. – Ізраїль, м. Бат-Ям.
- Книга пророка Софонії  (2008)
- Книга пророка Йони  (2008)
- Біблійні переспіви. Книга царів. Соломон : [поема] / Тетяна Яковенко // Вінницький край. - 2010. - № 4. - С. 30-33.
- Хвалімо Господа ім'я!: Поетичні переспіви Святого Письма / Т. В. Яковенко; статті дмитра Степовика. Вінниця : Едельвейс і К, 2022. 288 с. ISBN 978-617-7237-97-5 (Зі змісту: Друга книга Мойсеєва. Вихід; Книга суддів. Самсон; Перша книга Самуїлова; Перша і Друга книги царіа. Пророк Ілля.) Режим доступу: https://www.calameo.com/books/004781303b7d2e3c317d8

Віршовані казки для дітей
- Казка про бджілку Джулю  : поезія. — Вінниця: Книга-Вега, 2005. — 16 с. — (Батьківщина ясніє в серці донечки і сина);
- Казка про мишку Бришку  : поезія. — Вінниця: Книга-Вега, 2005. — 16 с. — (Батьківщина ясніє в серці донечки і сина);
- Спорт у звірів у пошані  : поезія. — Вінниця: Книга-Вега, 2005. — 16 с. — (Батьківщина ясніє в серці донечки і сина).

У співавторстві з Оленою Вітенко — збірки творів для дітей:
- Подільське перевеслечко  : збірка дитячих віршів. — Вінниця: ДП «Державна картографічна фабрика», 2011. — 80 с. : іл.;
- Жниварик . — Вінниця: ТОВ «Консоль», 2012. — 112 с.: іл.

### Знакові публікації
Авторка десятків наукових праць і методичних посібників в царині української та світової літератури, літературного краєзнавства. Зокрема, досліджувала творчість Юрія Клена, Леоніда Мосендза, Михайла Стельмаха, Миколи Некрасова, Мацуо Басьо, Редьярда Кіплінга та ін., філологічні аспекти Святого Письма. Окремими публікаціями у журнальній періодиці вийшли переспіви біблійних книг:
- Книга пророка Софонії  (2008);
- Книга Рут (2008);
- Книга пророка Йони (2008) та ін.

### Пісні
На вірші Тетяни Яковенко написано кілька десятків пісень вінницькими композиторами — Олександром Пільченом, Леонідом Грушевським, Ольгою Янушкевич, Андрієм Шиньковичем, Наталею Тодосієнко, Яковом Поляхівським та Максимом Колесніковим (Казахстан).

## Нагороди, почесні звання
- Кавалер ордена княгині Ольги ІІІ ступеня (2013);
- Заслужений працівник культури України (2004);
- Почесна відзнака НСПУ (2004)
- Нагрудний знак «Відмінник освіти України» (1992);
- «Людина року» на Вінниччині у 2010 р. в номінації «Митець».

### Літературні премії[8]
- Літературна премія імені Миколи Трублаїні (1978);
- Літературно-мистецька премія «Кришталева вишня» (2001);
- Всеукраїнська літературна премія імені Михайла Коцюбинського (2002);
- Літературна премія НСПУ «Благовіст» (2003);
- Всеукраїнська літературно-мистецька премія імені Євгена Гуцала (2004);
- Літературно-мистецька премія імені Марка Вовчка (2007);
- Всеукраїнська премія імені Івана Огієнка (2008);
- Літературна премія імені Михайла Стельмаха журналу «Вінницький край» (2008);
- Міжнародна літературна премія імені Івана Кошелівця (2008);
- Літературна премія імені Павла Тичини (2010);
- Літературна премія імені Анатолія Бортняка (2012).